# 葛綽瑤
葛綽瑤（英語：Yoyo Kot Cheuk Yiu，1999年1月13日—），香港女藝人，於2021年參加ViuTV《全民造星IV》並取得第16名，編號為87號。2022年1月12日，於Instagram公佈正式成為ViuTV合約女藝員，後來因公司架構重組而隸屬於MakerVille。

## 演出作品

### 電視劇
- 2022年
《季前賽》飾 何瑪莉（河馬）
- 2023年
《極度俏郎君》飾 穎詩
《那年盛夏我們綻放如花》飾 陳佩珊
《社內相親》飾 金穎姿 (Vincy)
- 2024年
《無用的謊言》飾 陸芊雨
- 2025年
《老是常出現》飾 娜娜

### 電視節目
- 2021年：《全民造星IV》參賽者
- 2022年：《創文館》、《Art Like大本營》、《超識玩》
- 2023年：《P1X3L 5G上台計劃》[4]、《舉頭三尺》、《無限試煉場》、《35+ LOVE》
- 2024年：《P1X3L 5G八星賀歲》、《潛在挑戰中》、《P1X3L 5G 上位計劃》
- 2025年：《偽鐵膠遊九州》

### 電影
- 2024年：《12怪盜》飾怪盜公會中介人

### MV
- 2021年：
  - SadJay《明明知》
  - 193《再次 Puppy Love》
- 2022年
  - 吳啟洋《漸漸地》

### 歌曲
- 2022年：《一秒心跳》（作曲/編曲/監製: 馮庭正	填詞:日云）

## 外部連結
- 葛綽瑤的Instagram帳戶
- 全民造星IV 87號葛綽瑤Yoyo簡介 （页面存档备份，存于）
- MakerVille - 葛綽瑤 （页面存档备份，存于）